# Кристијан Јелич
Кристијан Стивен Јелич (енгл. Christian Stephen Yelich; Таузанд Оукс, 5. децембар 1991) је амерички професионални бејзбол играч који игра на позицијама спољних пољара (аутфилдер). Од 2018. године наступа за МЛБ екипу Милвоки бруерсе, а пре тога је играо за Мајами марлинсе који су га драфтовали 2010. године.
Марлинси су драфтовали Јелича 2010. године, а дебитовао је три године доцније. Године 2014, Јелич осваја Златну рукавицу која се додељује за изузетна достигнућа играча у одбрамбеним позицијама. Он је власник и двоструке награде Сребрна палица (2016 и 2018) која се додељује играчима за нападачки допринос. У сезони 2017/8, трејдују га Бруерси. У својој првој сезони за Милвоки осваја Награду за најкориснијег играча Националне лиге.
Јелич потиче из породице Срба их Херцеговине и крштен је као Ристо Шћепан Јелић (srp. lat. Risto Šćepan Jelić).

## Каријера

### Рана каријера
Јелич је рођен у Таузанд Оуксу, у Калифорнији где је похађао средњу школу „Вестлејк”. Током прве сезоне у средњој школи, он је има проценат ударања .373 с 25 удараца и 16 страјкаутова у 67 излазака на ударање. Следеће године, он је имао просек .341 с 31 ударцем и 24 страјкаутова у 91 изласку на ударање. Током треће сезоне у средњој школи, Јелич је имао просек .489 с 46 удараца и шест страјкаута. Последње године у средњој школи, он је имао просек .451 с 37 удараца, девет страјкаутова и девет хоум ранова у 82 излазака на ударање. Именован је за Други свеамерички тим као 34. играч од најбољих 100 средњошколаца у бејзболу.
Јелич узима стипендију за колеџ бејзбол Универзитета у Мајамију.

### Професионална каријера

#### Мајами марлинс
Мајами марлинси су изабрали Јелича у првој рунди драфта 2010. године као 23. пика. Јелич и Марлинси су склопили уговор за милион и 700 хиљада бонуса за потписивање у августу 2010. године, пред сам крај истека рока за потписивање рукија те године. Јелич је играо шест утакмица за Голф Коуст лигу Марлинса (филијале Мајами марлинса), у којима је забележио девет удараца и седам страјкаутова с процентом удараца .375 пре него што је напедовао у прву класу. Потом је играо за Гринсборо грасхоперсе у 2010. години, у којима је имао проценат ударања .348. Годину дана доцније, он има проценат ударања .261 с 43 удараца, шест страјкаутова и четири хоум ранова. Јелич је именован за најбољег играча Мајамијеве ниже лиге и 2011. и 2012. године.
Дана 23. јула 2013. године, из Џексонвил санса (Дабл-Еј лига), Марлинси унапређују Јелича у своју МЛБ екипу.
У сезони 2014, Јелич је имао просек ударања .284 с 21 украдене базе у чему је предводио Мајами марлинсе. Те године, он је освојио Златну рукавице за левога пољара поставши тиме најмлађи играч који је у целој франшизи то урадио. Такође он је постао и први спољни играч који је освојио награду за одбрамбене доприносе. Током те езоне, Јелич је поставио рекорд франшизе са процентом у пољу .996 на месту левог пољара. Помогао је и саиграчу пичеру Џордану Зимерману да има утакмицу без допуштеног ударца 28. септембра 2014, када је избацио нападача Стивена Соузу Старијег.
Јелич и Марлинси марта 2015. су склопили продужење уговора од седам година за 49,57 милиона долара. Те сезоне је имао проблема још на почетку, када је стављен на листу повређених у априлу. Вратио се 8. маја исте године. Његов проценат удараца је био лош, свега .178 крајем маја. У августу, Јелич је доживео повреду колена и поново је био стављен на листу повређених. Током остатка сезоне Јелич је поправио нападачку игру достигнувши .376 са шест хоум ранова, 29 РБИ-јева и 14 украдених база. Упркос новој повреди која је уследила недуго после повратка на терен, Јелич је остао активан играч с добром игром у нападу. Пред крај сезоне, он је делио терен с Марселом Озуном, аутфилдером који га је заменио током другог боравка на листи повређених. Јелич је затворио 2015. сезону с процентом ударања .300. Те сезоне је имао највећи просек удараца по земљи (.625), али најмањи просек што се тиче лопти по вису (.150) од свих играча МЛБ-а.
Јелич је предвиђен за трећег ударача на почетку 2016. сезоне. Он је ударао добро побољшавши излазну снагу лопте. Дана 23. априла на утакмици против Сан Франциско џајантса, Јелич је ударио три дабла изједначивши рекорд франшизе. У одбрани, он је почињао као аутфилдер, поред Озуне и Џанкарла Стантона. Крајем маја, Јелич пропушта неколико утакмица услед болова у леђима. Након што је и Стантон стављен на листу повређених, Озуна је играо Стантонову позицију левога пољара, Јелич се преместио на средишњег пољара.

#### Милвоки бруерс
Дана 25. јануара 2018. године, Мајами марлинси су трејдовали Јелича у Милвоки бруерсе, с друге стране добивши Луиса Бринсона, Изана Дијаза, Монте Харисона и Џордана Јамамота. Јелич је именован за Ол-стар утакмицу 2018. године, после просека ударања од .285 с 11 хоум ранова, 36 РБИ-јева и 11 украдених база. Јелич је почео Ол-стар утакмицу као замена, али је заменио Мета Кемпа на месту левога пољара. Те ноћи имао је један од три на ударању, ударивши соло хоум ран у додатној деветини. Међутим, Национална лига је изгубила од Америчке 8 : 6. Дана 29. августа, Јелич је имао цикличне ударце (по сингл, дабл, трипл и хоум ран), уписавши укупно шест удараца на тој утакмици против Синсинати редса. Четири дана доцније, он удара први грен слем у каријери против Вашингтон нешналса. Дана 17. септембра, Јелич опет удара цикличне ударце и опет против Синсинати редса. Дакле, дошао је до два цикличних удараца за 19 дана поставши пети играцу повести МЛБ-а који је ударао цикличне ударце у једној сезони и први играч у МЛБ-повести који је то урадио против истога тима.
Јелич је завршио 2018. сезону с просеком ударања од .326, просеком на бази .402. Додавши 36 хоум ранова, 110 РБИ-јева. Те године Бруерси су освојили ударачку титулу Националне лиге. Он је такође био други у лиги према јачини удараца (27.3). Дана 26. октобра, Јелич је добио Награду Хенка Арона која се додељује најбољим ударачима по гласовима навијача и новинара. Новембра исте године, он је изабран за најкориснијег играча Националне лиге.
Последњега дана марта 2019. године, Јелич је постао шести играч у повести МЛБ-а који је ударио хоум ран у прве четири утакмице сезоне.
Првог дана јула 2019. године, Јелич је постао први играч у повести Бруерса који је достигао 30 хоум ранова пре паузе за Ол-стар, прескочивши рекорд Принса Филдера који је имао 29. Јелич је одабран да учествује у Хоум ран дербију, али је морао да се повуче због повреде леђа. Њега је заменио Мет Чепмен. Дана 10. септембра 2019, Јелич је ударио фаул лопту, а том приликом долази до повреде колена за шта се испоставило да је прелом што га је одвојило терена до краја сезоне.
Сезоне 2019, Јелич је освојио другу титулу за удараче Националне лиге (НЛ). Имао је просек ударања од .329 (највише у НЛ) и просеком на базама од .671 (највише у обе лиге) с 44 хоум ранова (четврти у НЛ). На сваком 11.1 ударању, он је те сезоне ударио хоум ран (највише у МЛБ), 30 украдених база (трећи у НЛ), просек украдених база му је био 93.75 (исто трећи). На крају, имао је 97 РБИ-јева на 130 утакмица. Он је другу годину за редом добио Награду Хенк Арон и завршио је други у избору за најкориснијег играча НЛ.
Почетком марта 2020. године, Јелич је потписао деветогодишњи уговор на 215 милиона долара за Бруерсе, скоро дупло више од некадашњег рекордног франшизног уговора, који је држао Рајан Браун.

## Међународна каријера
Јелич је играо за репрезентацију Сједињених Држава на Светском првенству у бејзболу 2017. године. Американци у освојили злато, а он је изабран у најбољем тиму првенства.
Средином септембра 2018. године изабран је да игра МЛБ Ол-стар у Јапану. У међувремену је одустао.

## Порекло
Ристо Јелић, Кристијанов прађед, био је Србин из околине Требиња који се преселио у САД. 
Он (Ристо) је још 1904. године из родних Мостаћа одселио у Гери у Индијани. Тамо се запослио у мљекари чувеног Михајла Дучића, такође Требињца. Био је активан у српској заједници и велики пријатељ са Петром Секуловићем, оцем глумца Карла Малдена. У Герију га је са Српкињом Аном Љешевић вјенчао свештеник Петар Стијачић, исто родом из Требиња. Иначе, Кристијан носи прадједово англизовано име, док је средње име Стивен добио по дједу Шћепану (захваљујући њему добили смо ове информације), тако да је Кристијан у православној цркви крштен као Ристо Шћепан Јелић. Кристијанова мајка Алиша је типичног америчког мелтинг пот поријекла, па захваљујући њој Кристијан нема типичан балкански или европски изглед.
И данас има доста његових рођака у околини Требиња. Према речима локалних Срба из Висконсина, Јелич је „српски понос”. Иако није никада посетио Србију и Републику Српску, Јелич се осећа поносно због свога порекла. „Кад год можете да утичете позитивно на било који живот, да донесете срећу (српској) заједници или одређеној групи људи, то не треба схватити олако као тим, као играч”, изјавио је Јелич. Председник Куће америчких Срба Стив Петровић је изјавио да Срби увек навијају за све спортисте који имају везе с њиховом отаџбином, као што су Новак Ђоковић и Владе Дивац, па тако и за Јелича. Владимир „Валт” Дропо, за сада најбољи играч бејзбола од српске миграције, такође је био из Требиња.

## Лични живот
Јелич је најстарије дете Стивена и Алише Јелич. Праунук је Фреда Герка, играча америчкога фудбала који је наступао за Лос Анђелес рамсе и Сан Франциско фортинајнерсе. Поред тога, његов стриц Крис Јелич је играо за Ју-Си-Ел-Еј бруинсе. Има два брата, Колина који такође игра бејзбол и Камерона Јелича који је члан Маринскога коруписа САД.
Јелич се појавио у епизоди серије Magnum P. I. која је изашла 4. марта 2019. Он је једаред позвао квотербека Кливленд браунса и освајача Трофеја „Хејсман” Бејкера Мејфилда на бејзбол ударачки тренинг.
Јелич је као мали навијао за Лос Анђелес доџерсе и Њујорк јенкисе.